# Sinterklaasjournaal (2020)
Het Sinterklaasjournaal in 2020 was het twintigste seizoen van het Sinterklaasjournaal en werd gepresenteerd door Dieuwertje Blok. Vanwege de coronacrisis mocht er geen publiek aanwezig zijn bij de landelijke intocht op zaterdag 14 november.

## Verhaallijn
Het was niet duidelijk waar de stoomboot dit jaar zou aanleggen. Aanvankelijk was gemeld dat de officiële aankomst in Zwalk zou plaatsvinden. Verschillende burgemeesters boden echter hun gemeente aan als aankomstplek. Maar het leek er niet op dat de stoomboot überhaupt Nederland zou bereiken, omdat er een zak kolen zoekraakte die nodig was om er überhaupt te komen. Piet de Smeerpoets vond de kolen op tijd terug achter de deur van het pakjesruim. Iemand moest die kolen voor de deur gelegd hebben en nog in het ruim zijn. Televisiekijkers zagen een bewegende zak.
Op 14 november 2020 kwam Pakjesboot 12 aan op de Dieuwertje Blokkade in een niet nader gespecificeerde plaats. Met de naam van deze kade werd presentatrice Dieuwertje Blok geëerd, die voor het twintigste jaar het Sinterklaasjournaal presenteerde. In plaats van een rondtocht ging het gezelschap direct na aankomst naar het vlakbij gelegen Pietenhuis, waar een defilé plaatsvond van burgemeesters en kinderen uit verschillende gemeenten in Nederland. Er was een aantal referenties naar actuele zaken, zoals boeren met tractoren uit Mekkeren (boerenprotest 2019-2020), de delegatie uit Bentudaarweer, Friesland, die te laat was vanwege een vermeende blokkade ('blokkeerfriezen') en een anderhalve meter lange krentenwegge. Een boer op een tractor zonder vracht werd aangeduid als publiekstrekker. Naast Mekkeren en Bentudaarweer waren er delegaties uit de fictieve plaatsen Zwalk, Schroothoop in Twente en Kruisigem in Limburg en echt bestaande gemeenten als Den Haag (met burgemeester Jan van Zanen), Harderwijk (burgemeester Harm-Jan van Schaik), Alkmaar, 's-Hertogenbosch, Amsterdam, Dordrecht, Loon op Zand (met burgemeester Hanne van Aart) en Vijfheerenlanden (met burgemeester Sjors Fröhlich).
Sinterklaas bracht eten naar een geheimzinnige gast in de logeerkamer. Drie Pieten onderzochten de logeerkamer en zagen allerlei fopartikelen en de jutezak waar een grappenmaker zich mee camoufleert. De grappenmaker bleek Bernard het stoute kind te zijn, dat Sinterklaas 40 jaar geleden in de zak mee naar Spanje had genomen. Het was het enige kind dat nog niet terug naar Nederland was gekomen. Sinterklaas ging niet de daken op maar werkte thuis om voor het stoute kind te zorgen en bracht hem in de zak terug naar zijn moeder. Sinterklaas bood zijn excuses aan voor het verleden, waarin vaker kinderen in de zak mee naar Spanje werden genomen. Het stoute kind wilde terug naar Spanje. Sinterklaas gaf zowel hem als zijn moeder een Pietenpak waarna ze als nieuwe Pieten met Sinterklaas mee naar Spanje gingen.
Kinderen konden hun verlanglijstje via internet naar de goedheiligman sturen. De printer ontplofte waardoor de verlanglijstjes onleesbaar werden. Gelukkig had Sinterklaas alle verlanglijstjes al in het grote boek overgeschreven.

## Rolverdeling
| Rol                                | Naam                   |
| ---------------------------------- | ---------------------- |
| Presentatrice                      | Dieuwertje Blok        |
| Verslaggever                       | Jeroen Kramer          |
| Verslaggeefster                    | Rachel Rosier          |
| Sinterklaas                        | Stefan de Walle        |
| Hoofdpiet                          | Niels van der Laan     |
| Wellespiet                         | Dick van den Toorn     |
| Boekpiet                           | Marc Nochem            |
| Reservepiet                        | Pim Muda               |
| Vergeetpiet                        | John Jones             |
| Proefpiet                          | Leon van der Zanden    |
| Luisterpiet                        | Joep Onderdelinden     |
| Malle Pietje                       | Owen Schumacher        |
| Hulppiet                           | Danny Westerweel       |
| Piet de Smeerpoets                 | Han Oldigs             |
| Verdwaalpiet                       | Mingus Dagelet         |
| Piet                               | Julia Akkermans        |
| Piet                               | Hans Dagelet           |
| Piet                               | Jeroen Spitzenberger   |
| Bernhard het stoute kind           | Emilio Guzman          |
| Jan Boel                           | Bert Visscher          |
| Helma Boel                         | Brigitte Kaandorp      |
| postbode                           | Theo Schouwerwou       |
| Gastrollen                         |                        |
| burgemeester Zwalk                 | Matthijs van Nieuwkerk |
| plaatsers naambord Zwalk           | Bas Hoeflaak           |
| plaatsers naambord Zwalk           | Peter van de Witte     |
| inwoners Schroothoop               | André Manuel           |
| inwoners Schroothoop               | Henkjan Smits          |
| prins Jos uit Kruisigem            | Lex Uiting             |
| prinses uit Kruisigem              | Beppie Kraft           |
| burgemeester Mekkeren              | Joan Nederlof          |
| burgemeester Bentudaarweer         | Rian Gerritsen         |
| inwoner Dordrecht                  | Freek Vonk             |
| inwoner Alkmaar                    | Jim Bakkum             |
| inwoner Den Bosch                  | Albert Verlinde        |
| orgelman Amsterdam                 | Harry Slinger          |
| hoofdambtenaar Jan Salie           | Ronald Snijders        |
| Wim Weetal                         | Micha Wertheim         |
| Ouders van school in Leerlekkerdam | Bridget Maasland       |
| Ouders van school in Leerlekkerdam | Vivienne van den Assem |
| Ouders van school in Leerlekkerdam | Luuk Ikink             |
| Ouders van school in Leerlekkerdam | Rick Brandsteder       |
| Meneer Hogenbosch                  | Tim Hogenbosch         |
| Meneer Opdekast                    | David Lucieer          |
| Mevrouw Opdekast                   | Sanne Langelaar        |
| Juf Marjolijn                      | Sarah Chronis          |
| Juf Caroline                       | Erna Sassen            |
| Directrice school                  | Maaike Martens         |
| Mevrouw Vervaart                   | Juul Vrijdag           |
| Tom van Oosten                     | Arnoud Bos             |
| Ria van Oosten                     | Annick Boer            |
| bedrijfsmedewerkers                | Charles Groenhuijsen   |
| bedrijfsmedewerkers                | Carrie ten Napel       |
| Meneer de Vries                    | Hein van der Heijden   |
| Echte burgemeesters                |                        |
| burgemeester Den Haag              | Jan van Zanen          |
| burgemeester Harderwijk            | Harm-Jan van Schaik    |
| burgemeester Leeuwarden            | Sybrand Buma           |
| burgemeester Arnhem                | Ahmed Marcouch         |
| burgemeester Rotterdam             | Ahmed Aboutaleb        |
| burgemeester Baarn                 | Mark Röell             |
| burgemeester Loon op Zand          | Hanne van Aart         |
| burgemeester Reimerswaal           | José van Egmond        |
| burgemeester Vijfheerenlanden      | Sjors Fröhlich         |

## Productie
In verband met de maatregelen vanwege de coronapandemie was een normale aankomst met veel publiek, ontvangst door een burgemeester en optocht door de aankomstplaats niet mogelijk. De aankomstplaats was door omroep NTR dan ook geheim gehouden, om te voorkomen dat er belangstellenden op af zouden komen. In de eerste uitzending van het Sinterklaasjournaal op 9 november 2020 werd het fictieve dorp Zwalk genoemd als mogelijke plek voor de landelijke intocht. De opnames voor de bijbehorende beelden werden gedraaid in Spakenburg.
De plaats van de intocht werd in de uitzending niet genoemd. De intocht werd ook niet live uitgezonden, maar van tevoren opgenomen. De opnames voor de aankomst van Pakjesboot 12 werden op 13 oktober gemaakt in Elburg.
In plaats van de gebruikelijke optocht vond er aansluitend een defilé plaats bij het Pietenhuis, een verwijzing naar thuiswerken tijdens de coronacrisis. De beelden hiervoor werden opgenomen op en voor het bordes van paleis Soestdijk in Baarn.

## Trivia
- De benaming van het fictieve dorp Kruisigem zorgde voor kritiek vanuit een deel van christelijk Nederland, onder wie politici van de ChristenUnie en SGP. Er werd vooral aanstoot genomen aan de combinatie met een beeld van de gekruisigde Jezus direct naast het plaatsnaambord. De NTR werd een dubbele moraal verweten, omdat Zwarte Pieten niet voorkomen in het Sinterklaasjournaal en er geen grappen zouden worden gemaakt over moslims, terwijl het kwetsen van christenen geen probleem lijkt te zijn. Een woordvoerder van de omroep achter het Sinterklaasjournaal gaf aan dat humor in het programma soms mag schuren, maar nooit bedoeld is om mensen te kwetsen.[7][8]
- Het Pietenhuis bevond zich dit jaar in paleis Soestdijk waar ook het defilé werd afgenomen door Sinterklaas, zoals koningin Juliana dat vroeger deed op Koninginnedag toen zij daar woonde.
- 344 van de 355 Nederlandse burgemeesters hadden een filmpje opgenomen voor de website van de serie, waarin kinderen uit hun gemeente bedankt werden voor het uploaden van een tekening. Kinderen uit de elf gemeentes die geen video hadden aangeleverd, kregen een bedankwoord van de "hoofdambtenaar van Bijzaken".[9] Tijdens het defilé bij het Pietenhuis stelde Jan Salie zich voor als "hoofd van de afdeling Bijzaken en sinds kort ook afdeling Onverrichte Zaken".

2001 · 2002 · 2003 · 2004 · 2005 · 2006 · 2007 · 2008 · 2009 · 2010 · 2011 · 2012 · 2013 · 2014 · 2015 · 2016 · 2017 · 2018 · 2019 · 2020 · 2021 · 2022 · 2023 · 2024